# Väinö Penttala
Väinö Verner Penttala (Isokyrö, Regió d'Ostrobòtnia, 16 de gener de 1897 – Isokyrö, 28 de febrer de 1976) va ser un lluitador finlandès, especialista en lluita lliure, que va competir durant la dècada de 1920.
El 1920 va prendre part en els Jocs Olímpics d'Anvers, on va guanyar la medalla de plata en la competició del pes mitjà del programa de lluita lliure.